# Köylüce, Havran
Köylüce là một xã thuộc huyện Havran, tỉnh Balıkesir, Thổ Nhĩ Kỳ. Dân số thời điểm năm 2010 là 568 người.